# 加肯凱縣
1°42′S 29°47′E / 1.700°S 29.783°E

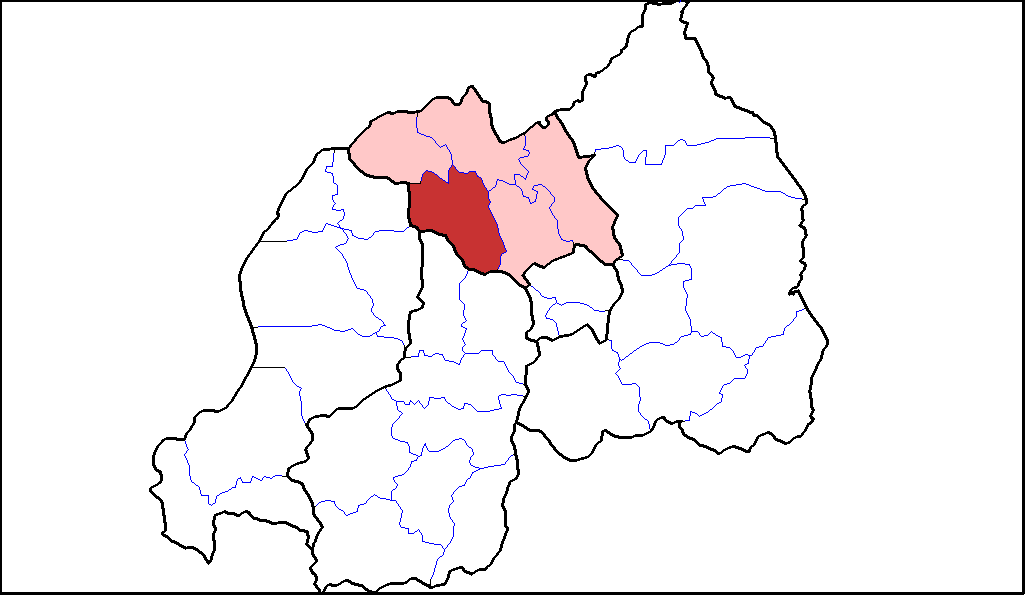

加肯凱縣（Gakenke District），是盧旺達的縣份，位於該國北部，由北部省負責管轄，首府設於加肯凱，面積704平方公里，2012年人口338,234，人口密度每平方公里480人。